# Tram van Schöneiche bei Berlin
De tram van Schöneiche bei Berlin is een regionale tramlijn ten oosten van Berlijn. Het traject van deze enige lijn is 14,1 kilometer lang en wordt bediend als tramlijn 88. De lijn vertrekt aan het S-Bahnstation Friedrichshagen en rijdt via Schöneiche naar Rüdersdorf. Exploitant is sinds 1 januari 1991 de Schöneicher-Rüdersdorfer Straßenbahn GmbH, afgekort SRS, die deel uitmaakt van het Verkehrsverbund Berlin-Brandenburg (VBB). De tram van Schöneiche is in Berlijn en omgeving de enige op meterspoor.

## Geschiedenis

### 1910 tot 1945

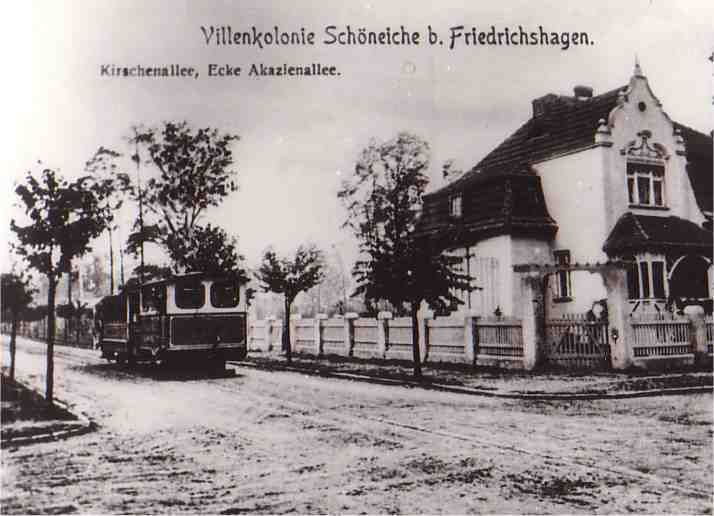
Benzeenlocomotief 1 „Benzoline“ (Deutz 1910) met bijwagen, 1911

De aanleg van de tram van Schöneiche startte in het voorjaar 1910. Het traject van Friedrichshagen naar Schöneiche was 5,6 kilometer lang en werd aangelegd in meterspoor (spoorwijdte 1000 millimeter). Voor de opening op 28 augustus 1910 stonden een benzeenlocomotief en een tweeassige bijwagen ter beschikking waarmee een uurdienst werd gereden. Voor de frequentieverhoging tot een halfuurdienst werden tijdens het eerste jaar nog een tweede benzeenlocomotief en tweedehands vier tweeassige en voormalige paardentramvoertuigen van de Großen Leipziger Straßenbahn aangekocht.
Op 5 november 1912 werd de lijn met 7,7 kilometer verlengd tot Kalkberge dat vanaf 1934 deel uitmaakte van Rüdersdorf. De toentertijd zelfstandige tram van Kalkberge schafte drie bijkomende locomotieven aan en tussen Friedrichshagen en Schöneiche kwam er een gemeenschappelijke exploitatie. Omdat de kleine benzeenlocomotieven het moeilijk hadden met de hellingen in Kalkberge, werd het volledig traject geëlektrificeerd en vanaf 30 mei 1914 ook elektrisch uitgebaat. In het begin stonden vijf vierassige motorwagens (Lindner/AEG) met elk twee elektrische motoren met een vermogen van 40,4 kW en 30 zit- en 17 staanplaatsen ter beschikking, alsook twee vier- en twee zesassige bijwagens. De lijn was vanaf het begin en als een der eerste uitgerust met een bovenleiding met ophanging en dat over 86% van de lengte van het traject. Daardoor bedroeg de afstand tussen de bovenleidingsmasten 90 m.
De Eerste Wereldoorlog onderbrak de verdere ontwikkeling van de tram en na de oorlog moest de Straßenbahnverband Schöneiche – Kalkberge GmbH zelfs een lening afsluiten. Het kreeg de lening van het Berlijnse bedrijf Knorr-Bremse AG met de eis om de trams uit te rusten met Knorr-luchtremsystemen. Daarmee waren de trams van Schöneiche een van de eerste in Duitsland die voorzien waren van luchtremmen. Met deze historische achtergrond testte het bedrijf nog tot in jaren 1980 compressoren voor de Berliner Bremsenwerk.
Het toenemend aantal inwoners en vrijetijdsverkeer brachten het bedrijf ertoe om het traject Friedrichshagen – Schöneiche tussen 1926 en 1928 dubbelsporig uit te bouwen. Snel daarna volgde ook het traject tussen de haltes Schillerstraße en Grätzwalde en Berghof-Weiche werd de kruisingsplaats. Daarmee was de voorwaarde vervuld om een 20-minutendienst aan te bieden en bijgevolg ook goede aansluitingen met de tram en S-Bahn van Berlijn. Het project voor de aanleg van een nieuwe tramlijn van Erkner via Woltersdorf en Rüdersdorf naar Strausberg kwam er omwille van de Tweede Wereldoorlog niet.

### 1945 tot 1990
De oorlog liet vernielde en/of beschadigde trams, sporen, bovenleidingen en verbrande bedrijfsdocumenten na. Vanaf 19 augustus 1945 kwam er tussen Friedrichshagen en Schöneiche opnieuw een uurdienst. Vanaf 30 augustus werd de halte Grätzwalde opnieuw bediend, op 4 oktober de stelplaats Rüdersdorf en op 23 december de eindhalte bereikt en vanaf dan de halfuurdienst hersteld. Kort daarna verhoogde de frequentie tot een 20-minuten dienst. De gewijzigde politieke omstandigheden leidden tot de ontbinding van de GmbH en al in 1945 werd het bedrijf omgevormd tot een Volkseigener Betrieb die vanaf 1950 door het leven ging onder de naam VEB Verkehrsbetrieb Schöneiche-Rüdersdorf.
In het begin van de jaren 1950 verhuisden de sporen uit de  Friedrichshagener Straße naar een eigen bedding. Daarbij werd de halte Knie vervangen door een nieuwe halte aan de Waldstraße. In 1959 begonnen de werken in het vooruitzicht van de vervanging van het kopeindpunt Friedrichshagen en een jaar later verscheen er een keerlus. In die tijd werden de eerste betonnen dwarsliggers in gebruik genomen, perrons aangelegd en verschenen moderne schuilhuisjes. De voertuigen werden uitgerust met automatische Scharfenbergkoppelingen. In de jaren 1960 bouwde het vervoerbedrijf met behulp van gebruikte onderdelen vijf vierassige motorwagens en drie bijwagens, zoals motorwagen 52 (bouwjaar 1914, tot 1966 motorwagen 2, nieuwbouw in 1960 en in 1975 verbouwd tot eenrichtingsvoertuig). Deze maatregel hielp mee aan het voortbestaan van deze lijn en ging in tegen de toenmalige trend tot afschaffingen. In 1956 werden gedeeltelijk nieuwe voertuignummers ingevoerd en in 1966 werd het park volledig hernummerd.
In januari 1970 werd het zelfstandig bedrijf ondergebracht in de VEB Kraftverkehr Fürstenwalde en daarna in de Kraftverkehrskombinat Frankfurt (Oder). De bouw in eigen beheer van tramvoertuigen moest opgeheven worden maar de in Tsjecho-Slowakije gebouwde nieuwe Tatratrams waren enkel voorzien voor de tramnet van Frankfurt (Oder). Het bedrijf kon echter terecht bij de Reichsbahnausbesserungswerk Berlin-Schöneweide (reparatiewerkplaats van de spoorwegen) voor de aanschaf van tweeassige Rekotrams met een afstand tussen beide assen van 3200 millimeter. Gezien de wielstellen radiaal niet verstelbaar waren en gelet op de primitieve vering, hadden deze trams slechte rij-eigenschappen die aanleiding gaven tot aanzienlijke beschadigingen aan het spoor en bijgevolg tot verhoogde onderhoudskosten. Bovendien waren de ingezette motor- (TZ 70) en bijwagens (BZ 70) tweerichtingsvoertuigen die niet echt nodig waren door de aanwezigheid van keerlussen. In latere jaren stroomden Gotha- en ČKD-eenrichtingstrams in, afkomstig van de tramnetten van Halle en Görlitz alsook TE 70 uit Frankfurt (Oder).
Gezien de wijk Kalkberge in de jaren 1970 een geplande uitbreiding van een kalkwinning in de weg stond, werd het oostelijke uiteinde van de lijn verlegd en het traject verlengd. Op 15 oktober 1977 werd de exploitatie tussen Post en Karl-Marx-Platz opgeheven en op 5 november van hetzelfde jaar kon het nieuwe eindtraject naar Alt-Rüdersdorf geopend worden. De totale lengte van de lijn steeg daardoor tot 14,5 kilometer. Aanvankelijk verzette de VEB Kraftverkehr zich tegen het gebruik door de tram van de nieuwe wegbrug over de Kalkgraben. Uiteindelijk kwam de cementfabriek Rüdersdorf over de brug met middelen om naast de weg een eigen trambrug te bouwen om de rivier te kunnen kruisen.
Bij de aanleg van de keerlus Alt-Rüdersdorf werd ruimte voorbehouden voor een nieuwe stelplaats en een verdere verlenging naar Woltersdorf en Herzfelde. Tegelijk werd een kilometer lang dubbelsporig traject gebouwd tussen de haltes Grätzwalde en Jägerstraße zodat vijf trams bleven volstaan om zelfs over de verlengde lijn een 20-minutenfrequentie te handhaven.
Tussen 1979 en 1983 werd samen met de tram van Leipzig en ondanks grote weerstand van het kombinaat, een modern veiligheidssysteem ontwikkeld en gerealiseerd voor de enkelsporige trajecten. Een gebrek aan personeel, onder meer omdat trambestuurders aangetrokken werden door het nabij gelegen trambedrijf van Berlijn leidde tot een halvering van de frequentie tot één tram om de 40 minuten. Pas vanaf februari 1990 kon de frequentie hersteld worden tot een 20-minutendienst.

### Sinds 1990
Sinds de jaren 1990 werden de sporen, bovenleidingsmasten, voertuigen en de stelplaats gemoderniseerd. Tussen 1999 en 2006 werden elf zesassige gelede trams overgenomen van het tramnet van Heidelberg, waarvan er zes verbouwd werden voor inzet in de exploitatie. Door zware ongevallen werden er hiervan twee uit dienst genomen.
De Schöneicher-Rüdersdorfer Straßenbahn GmbH is sinds 2001 voor 70% eigendom van de Niederbarnimer Eisenbahn AG, een investeringsmaatschappij van Captrain Deutschland. De gemeenten Schöneiche en Rüdersdorf bezitten elk 15% van de aandelen. Het huidige vervoerscontract loopt nog tot eind 2024.
In 2008 werd de SRS-lijn door de fabrikant van trammaterieel Stadler Rail herhaaldelijk gebruikt voor testritten met de nieuwe Variobahn-trams vooraleer deze geleverd werden aan het trambedrijf van Bochum-Gelsenkirchen (BOGESTRA). De test gebeurde ginds gezien dit de enige lijn op meterspoor is in de omgeving van de Berlijnse fabriek die zelf niet over een testtraject beschikt. In 2010 werd de overname bekendgemaakt van drie KTNF6-trams uit Cottbus waardoor de lijn nu voor de eerste keer ook geëxploiteerd werd met een gedeeltelijke lagevloertrams.
De trams van de Schöneicher-Rüdersdorfer Straßenbahn GmbH rijden op weekdagen overdag om de 20 minuten, 's avonds vanaf 21 uur om het halfuur. Tijdens de weekends geldt overdag een halfuur- en 's avonds een uurdienst.

## Traject
Vertrekpunt van de lijn is de halte Friedrichshagen op Berlijns grondgebied en in de onmiddellijke omgeving van het S-Bahnstation Berlin-Friedrichshagen en twee tramlijnen van Berlijn. Het eindpunt bestaat uit een in tegenwijzerzin bereden keerlus die in 1960 het kopeindpunt verving. Van daaruit loopt het dubbelsporig traject in rechte lijn, dwars door het bos en parallel aan de Schöneicher Straße / Schöneicher Landstraße. Kort voor de grens met de deelstaat Brandenburg, maakt het traject een grote S-bocht naar het zuiden en bereikt het Schöneiche. De lijn loopt nu voor het eerst in bestrating door de Kirschenstraße en Puschkinstraße. Aan de Pyramidenplatz gaat de lijn over op enkelspoor en komt ze op eigen bedding om voorbij de stelplaats verder te rijden door de Dorfstraße.
Na een bocht van 90 graden wordt de Fredersdorfer Mühlenfließ gekruist. De lijn volgt vervolgens in een zijdelingse eigen bedding de Schöneicher Straße. Tussen de haltes Schillerstraße en Kalkberger Straße is de lijn opnieuw dubbelsporig. Het volgende stukje dubbelspoor ligt tussen de haltes Berghof Weiche en Berghof. Na de onderdoorgang onder de Bundesautobahn 10 (ring van Berlijn) bereikt de lijn aan de oostelijke rand van Rüdersdorf de eerste noemenswaardige helling.
Voorbij de met een uitwijkspoor uitgeruste halte Torellplatz, wisselt het traject van straatkant en komt het enkelspoor in een zijberm langs de Straße der Jugend te liggen, steekt het de Strausberger Mühlenfließ en gaat vervolgens bergaf. Onmiddellijk naast de eveneens in dubbelspoor aangelegde halte Marktplatz, bevindt zich de gebouwen van de niet meer gebruikte stelplaats Rüdersdorf.
Ter hoogte van de post buigt het nieuwe traject af naar het zuidwesten maar op het oud tracé naar het eindpunt Kalkberge bevinden zich nog resten van het vroegere spoor. De gebouwen van de oude stad die tot 1977 door de tram werd doorkruist werden bijna allemaal afgebroken maar de geplande uitbreiding van de kalkmijn kwam er niet. De oude sporen van het enkelsporig traject in de Bergstraße (thans Straße der Jugend) en Redenstraße zijn evenals de restanten van de voormalige keerlus Karl-Marx-Platz (gelegen op een open ruimte ten westen van het Kesselmeer) nog steeds aanwezig.
Het eveneens enkelsporig nieuw aangelegd traject loopt parallel aan de Hans-Striegelski-Straße, kruist de Kalkgraben en begint in een lang uitgerokken bocht in de zijberm van de Berg- en Marienstraße aan een klim. Op het plateau wordt uiteindelijk de in wijzerzin bereden keerlus en eindhalte Alt-Rüdersdorf bereikt.

## Voertuigen

### 1910 tot 1989

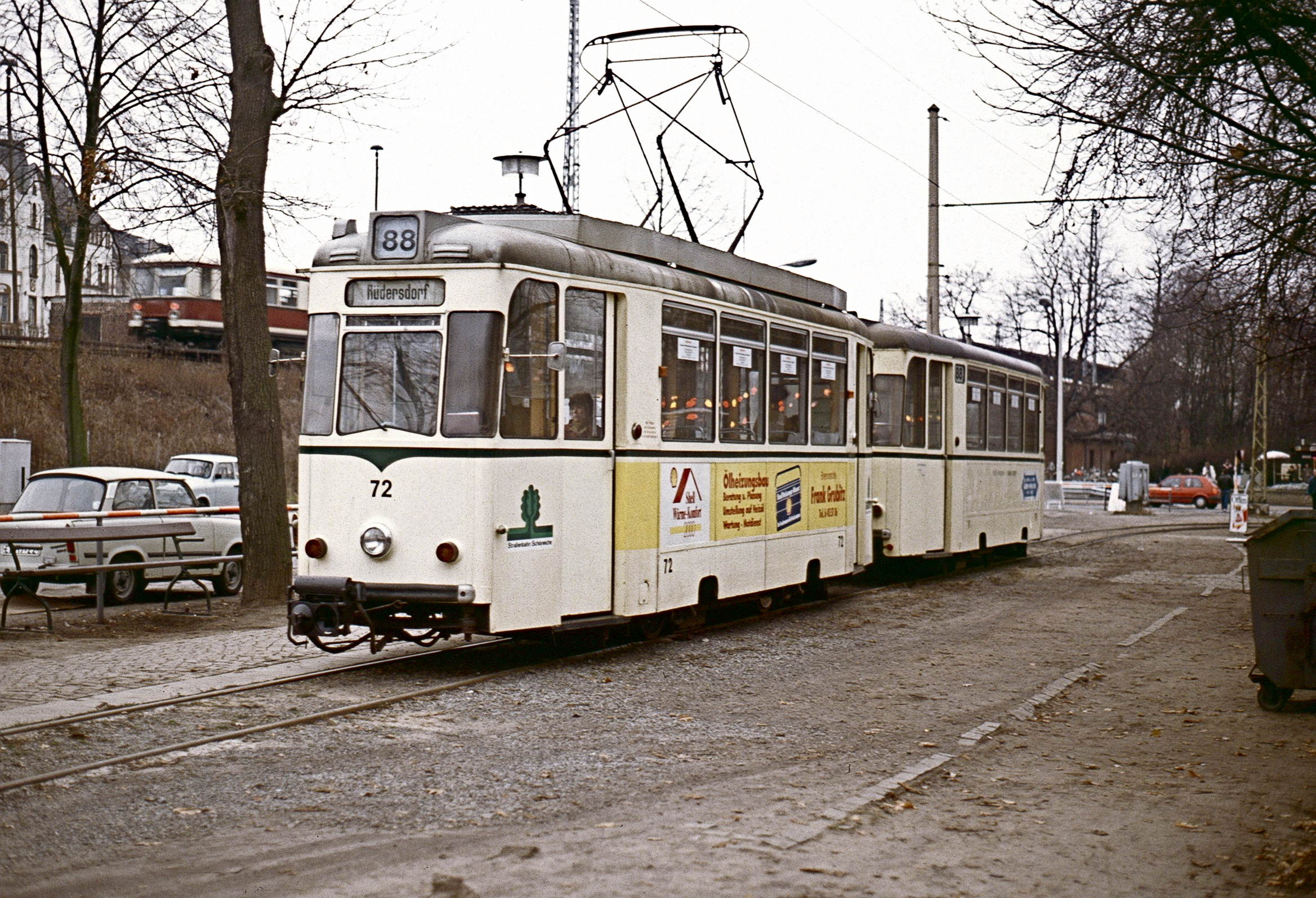
Motorwagen 70 en bijwagen 70 aan de eindhalte Friedrichshagen met het S-Bahnstation op de achtergrond

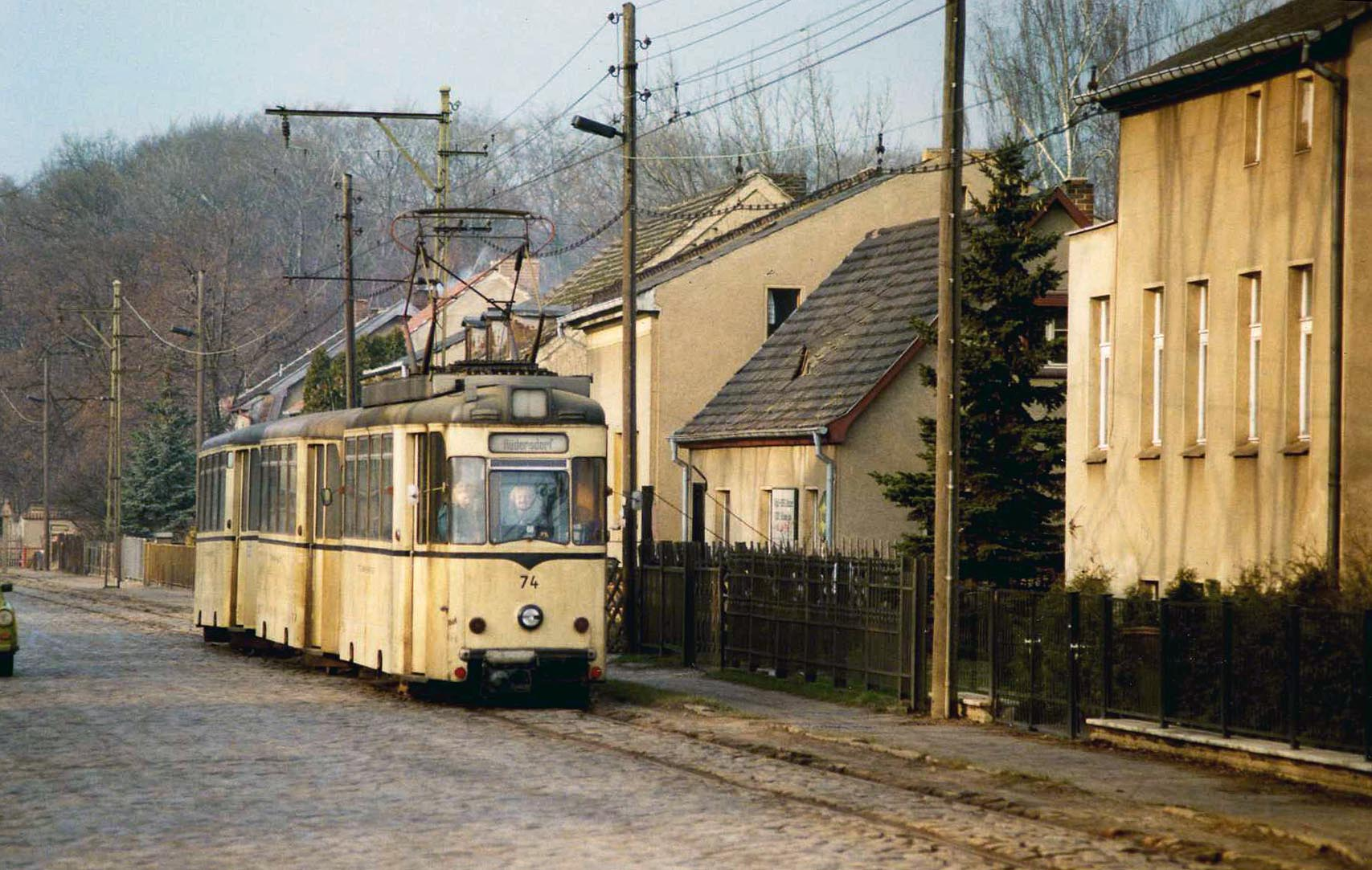
Rekotram 74 (Schöneweide 1974)in 1990

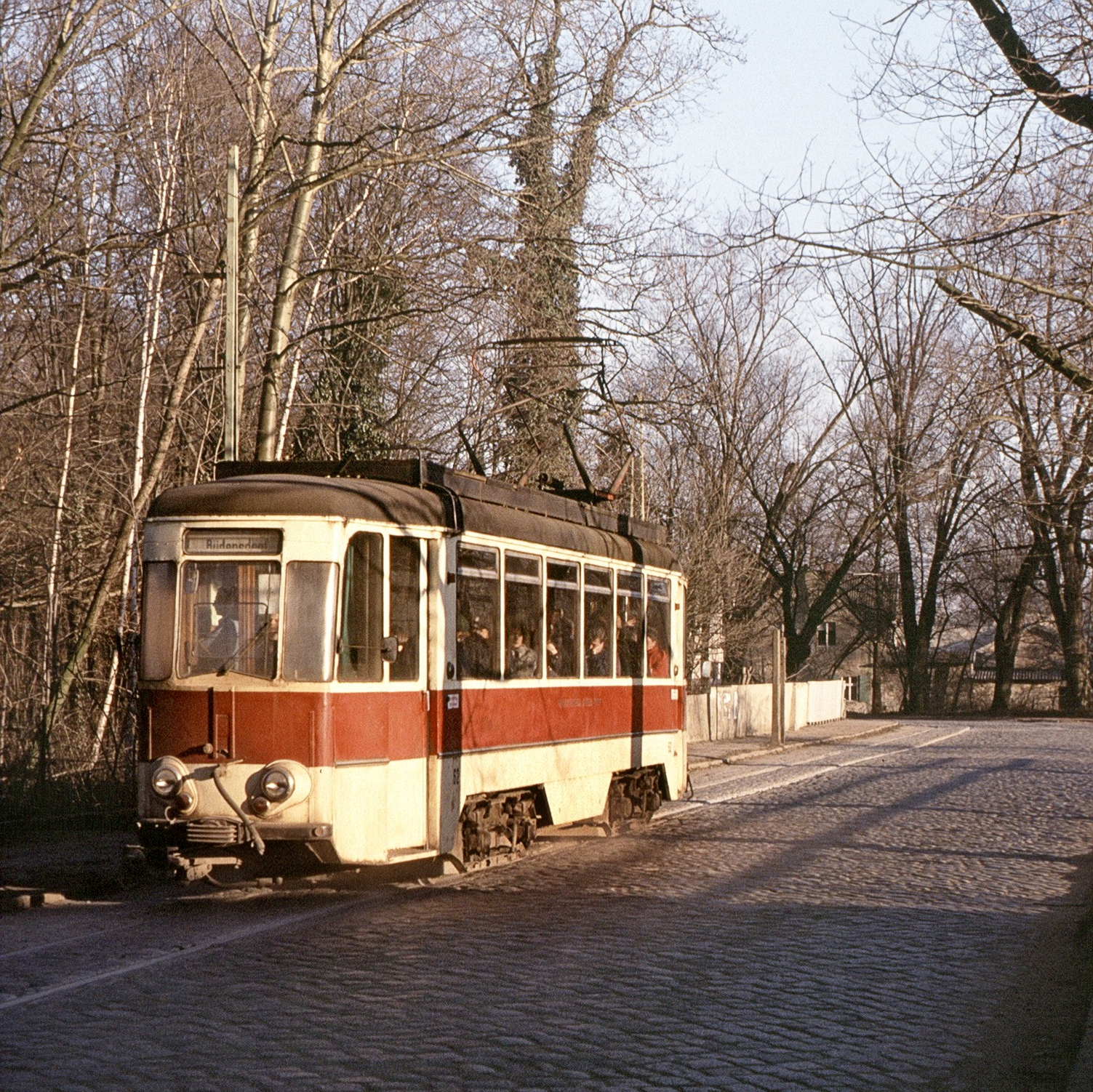
Motorwagen 52, in 1975 omgebouwd tot eenrichtingstram door ombouw van tram 2 (Lindner/AEG, 1914)

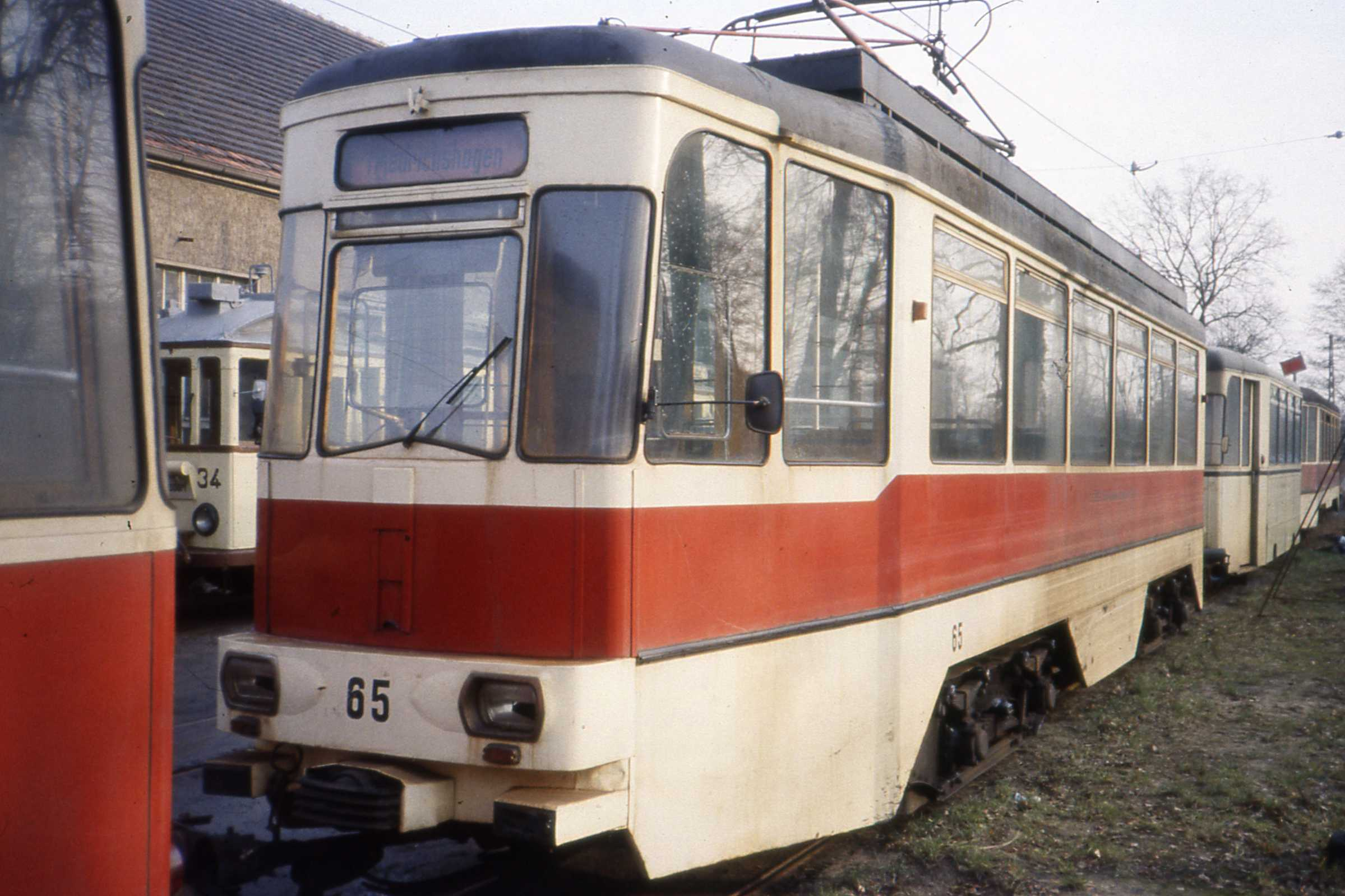
Motorwagen 65 (1970; zelf gebouwd door het trambedrijf van Schöneiche) 1990

| Bouwjaar | Fabrikant                                            | Nummers       | Vanaf 1956 | Vanaf 1966 | Opmerkingen |
| -------- | ---------------------------------------------------- | ------------- | ---------- | ---------- | --- |
| 1910     | Deutz                                                | 1 Schöneiche  |            |            | tweeassige benzeenlocomotief 13,3 kW, lengte 4100 mm                                                                              |
| 1910     | Deutz                                                | 2 Schöneiche  |            |            | tweeassige benzeenlocomotief 44,1 kW, lengte 5300 mm                                                                              |
| 1912     | Deutz                                                | 1–3 Kalkberge |            |            | tweeassige benzeenlocomotief 44,1 kW, lengte 5000 mm                                                                              |
| 1914     | Lindner/AEG                                          | 1             | 1          |            | vierassige elektrische motorwagen in 1968 uit dienst                                                                              |
| 1914     | Lindner/AEG                                          | 2             | 2          | 52         | vierassige elektrische motorwagen in 1960 nieuw gebouwd in 1975 omgebouwd tot eenrichtingsvoertuig                                |
| 1914     | Lindner/AEG                                          | 3             | 3          | 53         | vierassige elektrische motorwagen in 1971 omgebouwd tot dienstmotortram 93                                                        |
| 1914     | Lindner/AEG                                          | 4+5           | 4+5        | 54+55      | vierassige elektrische motorwagen in 1971 uit dienst                                                                              |
| 1914     | Waggonbau Werdau                                     | 6+7           |            |            | 1923/24 uit Krefeld overgenomen in 1925 omgebouwd tot dienstvoertuigen 6+7                                                        |
| 1915     | Lindner/AEG                                          | 9             |            |            | vernield tijdens de oorlog |
| 1915     | Lindner/AEG                                          | 10            | 9II        |            | in 1969 uit dienst |
| 1929     | Lindner/AEG                                          | 31+32         | 7II+8      | 71+72      | in 1974 uit dienst |
| 1929     | Lindner/AEG                                          | 33            | 9II        |            | in 1966 uit dienst |
| 1929     | Lindner/AEG                                          | 34            | 10II       | 74         | in 1966 tot historische motorwagen 34                                                                                             |
| 1964     | gebouwd in eigen atelier/LEW                         |               | 11         | 61         | vierassig eenrichtingsvoertuig vanaf 1985 magazijn voor de spoordienst                                                            |
| 1966     | gebouwd in eigen atelier/LEW                         |               |            | 73         | vierassig eenrichtingsvoertuig in 1975 hernummerd tot 62II                                                                        |
| 1955     | Leipziger Verkehrsbetriebe/LEW                       |               |            | 62         | in 1967 overgenomen uit Leipzig in 1975 omgebouwd tot eenrichtingsvoertuig                                                        |
| 1968     | gebouwd in eigen atelier/LEW                         |               |            | 63         | vierassig eenrichtingsvoertuig in 1986 uit dienst                                                                                 |
| 1969     | gebouwd in eigen atelier/LEW                         |               |            | 64         | vierassig eenrichtingsvoertuig in 1984 uit dienst                                                                                 |
| 1970     | gebouwd in eigen atelier/LEW                         |               |            | 65         | vierassig eenrichtingsvoertuig |
| 1974     | Reichsbahnausbesserungswerk (RAW) Berlin-Schöneweide |               |            | 71II–74II  | tweeassig tweerichtingsvoertuig type TZ 70/1 „Reko“                                                                               |
| 1975     | RAW Schöneweide                                      |               |            | 75         | tweeassig tweerichtingsvoertuig type TZ 70/1 „Reko“                                                                               |
| 1965     | Waggonbau Gotha/LEW                                  |               |            | 81         | tweeassig eenrichtingsvoertuig in 1980 overgenomen uit Halle in 1984 naar Frankfurt (Oder)                                        |
| 1973     | RAW Schöneweide/LEW                                  |               |            | 82         | tweeassig eenrichtingsvoertuig type TE 70/1 „Reko“ in 1984 overgenomen uit Frankfurt (Oder) in 1990 uit dienst                    |
| 1974     | RAW Schöneweide/LEW                                  |               |            | 83         | tweeassig eenrichtingsvoertuig type TE 70/1 „Reko“ in 1984 overgenomen uit Frankfurt (Oder) in 1990 overgenomen door „Liefhebber“ |
| 1973     | RAW Schöneweide/LEW                                  |               |            | 84+85      | tweeassig eenrichtingsvoertuig type TE 70/1 „Reko“ in 1986 overgenomen uit Frankfurt (Oder) tram 84 in 1989 uit dienst            |
| 1968     | ČKD/LEW                                              |               |            | 86         | tweeassig eenrichtingsvoertuig type T2D in 1989 overgenomen uit Görlitz                                                           |
| 1964     | Waggonbau Gotha/LEW                                  |               |            | 87         | tweeassig eenrichtingsvoertuig in 1989 overgenomen uit Görlitz                                                                    |

### 1990 tot heden
Tatra KT4D

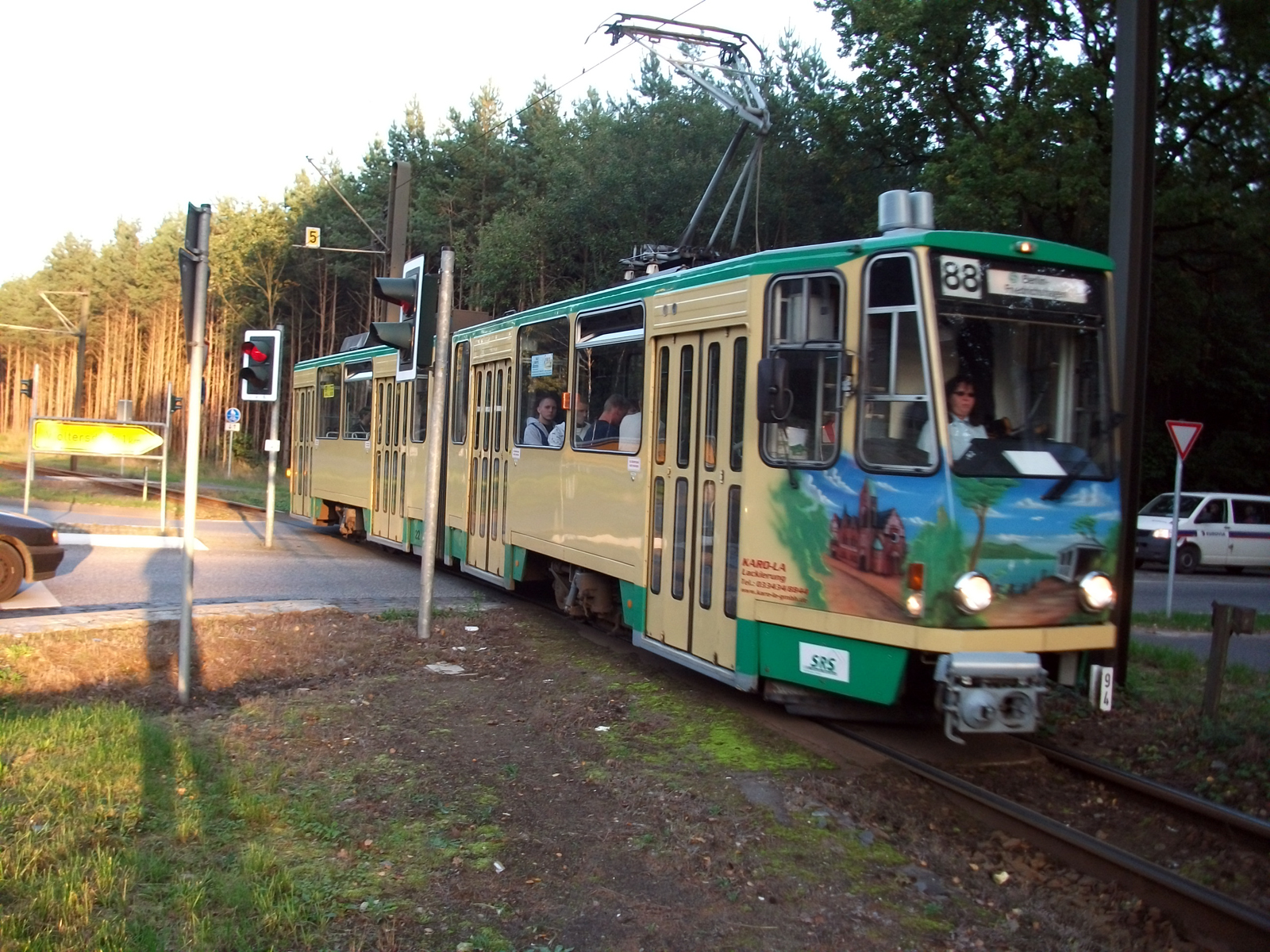
KT4D tussen Schöneiche en Rüdersdorf

De SRS nam tussen 1992 en 1994 in totaal acht Tatra KT4D-trams over van het tramnet van Cottbus (nummers 17-22, 24, 25), waarvan drie (nummers 18, 21 en 22) in 1995 en 1996 gemoderniseerd werden. De overige voertuigen werden tussen 2000 en 2008 verschroot. Door het verlopen van hun vergunning werden eerst trams nummers 18 en 21 uit dienst genomen terwijl tram 22 ter beschikking bleef als reservevoertuig. Sinds 1 april 2012 wordt dit tramtype niet langer ingezet in Schöneiche.
DUEWAG GT6

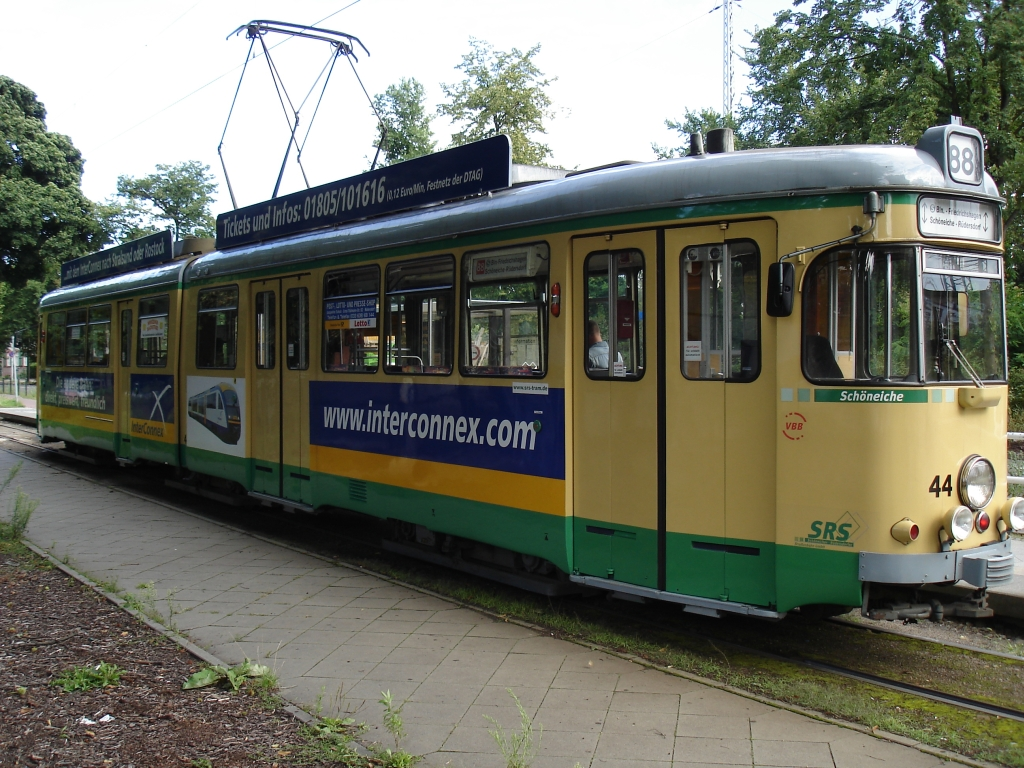
Duewag GT6 aan het S-Bahnstation Friedrichshagen

Tussen 1999 en 2006 werden in totaal elf zesassige gelede Düwagtrams (GT6) uit Heidelberg overgenomen, waarvan er zes rij- en inzetklaar werden gemaakt. Twee hiervan moesten na zware ongevallen uit dienst worden genomen. Een andere tram dient als werktram. Hoewel de lijn in principe ook zonder tweerichtingstrams kan worden uitgebaat, bieden deze trams toch een hogere flexibiliteit in geval van bouwwerven of onvoorziene storingen.
Tatra KTNF6

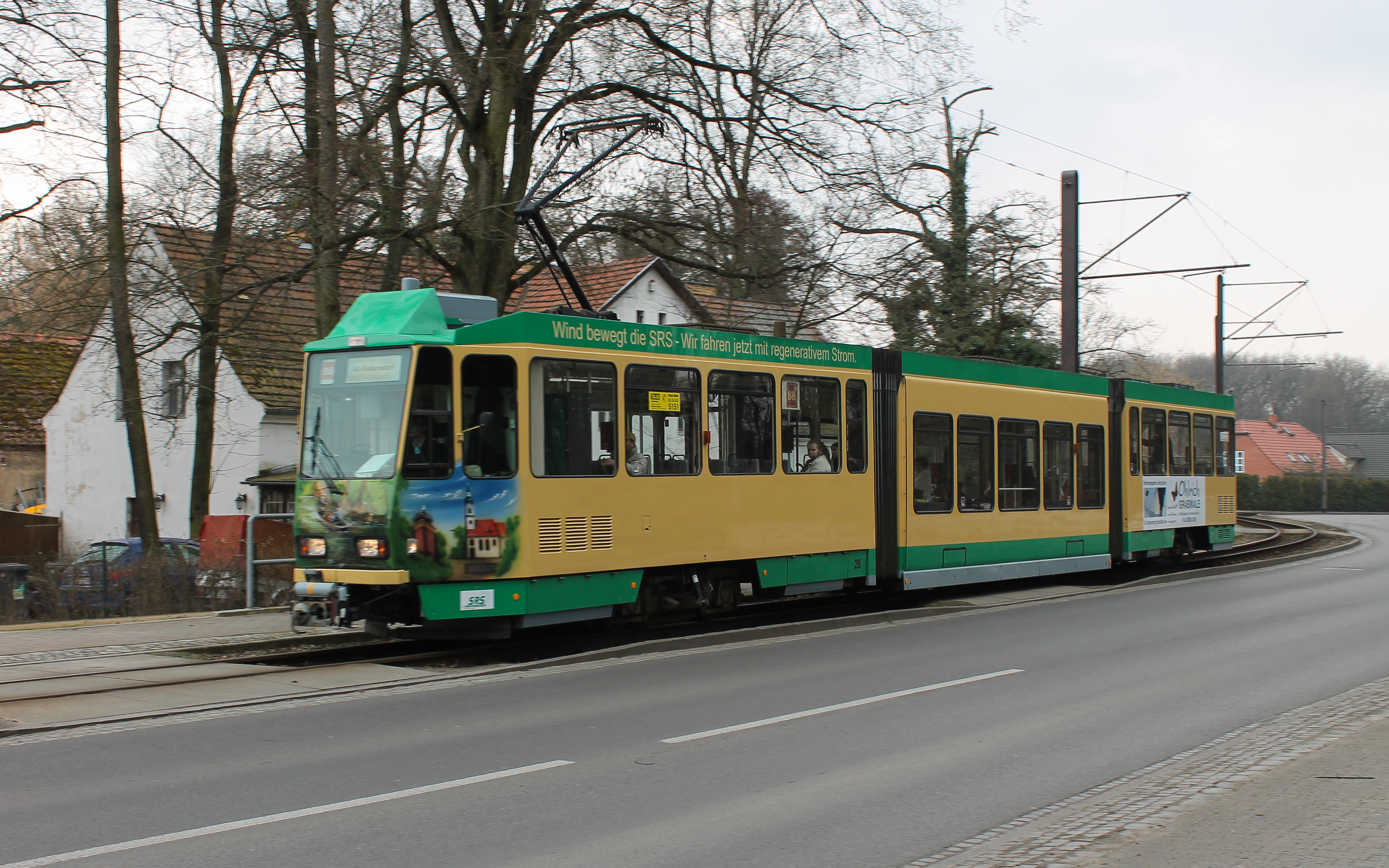
KTNF6 in Schöneiche

Omdat de in bedrijf zijnde KT4D uit dienst moesten genomen worden, nam het bedrijf ter vervanging tussen 2009 en 2011 drie Tatratrams KTNF6 over, eveneens uit Cottbus.